# 柯潔
柯潔（か けつ、柯洁、Ke Jie、1997年8月2日 - ）は、中国の囲碁棋士。浙江省麗水市出身、中国囲棋協会に所属、九段。三星火災杯世界囲碁マスターズ、百霊愛透杯世界囲碁オープン戦、Mlily夢百合杯世界囲碁オープン戦優勝など。ニックネームは「大帝」。

## 経歴
6才で囲碁を覚え7才から故郷を離れて北京聶衛平道場に囲碁留学した。当時の道場には范廷鈺（現九段）らがいた。2007年全国児童少年戦児童組優勝。
2008年世界青少年囲碁選手権大会少年組優勝、初段。2010年二段。プロ入りすることが出来たが同期の棋士がチームに勧誘されていくのに対し、柯潔にはどのリーグチームも関心を持たなかった。チームに入ることができなかったため大きい大会にも出場できず公式戦も10～20局しか打てなかった。そこで柯潔はネット碁（東洋囲碁）で打つことにした。2011年から2015年の4年間に打ったネット碁は4千局を越えた。運がいい日は朴廷桓九段とも打つことができた。20秒碁で1日に5～6局程度打った。そのおかげて大きな大会でも緊張しない心を訓練することができた。さらに読みの正確性と速度も鍛えた。
2011年世界青少年囲碁選手権大会青年組優勝、三段。2012年四段。2013年新人王戦ベスト8、Mlily夢百合杯世界囲碁オープン戦出場しベスト32、三星火災杯世界囲碁マスターズでベスト16。2014年名人戦ベスト8、天元戦挑戦者となり陳耀燁に1-2で敗れる。同年阿含桐山杯決勝で唐韋星を破り棋戦初優勝。
2015年百霊愛透杯の準決勝で朴廷桓を2-0、決勝で邱峻を3-2で破り、世界戦初優勝、これにより九段昇段。同年リコー杯、威孚房開杯棋王戦に優勝、三星火災杯で決勝で時越を2-0で破り優勝。2016年にMlily夢百合杯世界囲碁オープン戦で李世乭を破って優勝し、年間で世界戦三冠を達成。世界三冠王は2010年孔傑以来、また史上最年少の三冠王となった。さらに国内戦をあわせて五冠王となり優勝賞金中国棋士歴代最高の760万元を稼いだと推定されている。2016年三星火災杯2連覇。2019年には国内棋戦の棋聖戦、倡棋杯に優勝。
2019年、競技に専念してきたプロ選手を無試験で名門大学へ推薦入学させる制度により清華大学工商管理学専攻へ入学。
2020年、ネット上で女性の出産やフェミニズムを揶揄する内容を多数投稿したことに対し、多くの批判が寄せられたため、ウェイボーの更新停止を宣言した。同年、2018年に続いて三星火災杯で4回目の優勝。2024年、清華大学卒業。
甲級リーグには2011年から出場、2013年15勝6敗の成績で新秀賞、2014年に18勝2敗の成績で大連チーム優勝に貢献。2015年にも16勝5敗で2年連続最多賞。2016年はMVP、優秀主将、最多勝を獲得。2023年に深圳チームで優勝。中国棋士ランキングでは2014年6位、2015年9月に1位となり2020年8月まで維持。
2024年応氏杯では準決勝で一力遼九段に逆転負け。さらに9月の農心杯金明訓戦で勝勢を見せるもまさかの時間切れ負けを喫した。

### AIとの対戦
2016年3月、AlphaGo対李世ドル第一局の終局後、李世乭に9勝している柯潔はWeiboで「AlphaGoは李世乭に勝っても、私には勝てない」と豪語した。国際囲碁連盟事務局長で国家体育総局棋牌運動管理センターの中国共産党委員会書記である楊俊安は想定外のことがなければ年内にAlphaGoと柯潔は「人間と機械の最終決戦」として対局を行うと発表した。翌年2017年4月、AlphaGo開発者のデミス・ハサビスは、同年5月23日から27日にかけて囲碁の発祥地中国の浙江省烏鎮インターネット国際会展センター（世界インターネット大会の永久開催地）にてGoogleと中国囲棋協会と中国政府が共催するフューチャー・オブ・ゴ・サミットで非公式棋士レーティング世界1位の「世界最強の棋士」柯潔とAlphaGoは対戦を行うと発表した。AlphaGo対柯潔の第1局はAlphaGoが柯潔に勝利し、柯潔は「人間では想像もつかない手を打ち、強かった」と述べた。第2局もAlphaGoの勝ちとなり、シリーズの勝ち越しが決定。デミス・ハサビスは「100手までは今までの人間との対局で最も接戦だった」と柯潔の健闘を称えた。第3局もAlphaGoが勝ち、シリーズはAlphaGoが3局全勝となった。デミス・ハサビスとGoogleはこの試合を人間との最後の対局としてAlphaGoの引退を発表した。中国囲棋協会は、柯潔に勝ったAlphaGoにプロの名誉九段を授与した。試合中に涙も拭った柯潔は閉会式で「僕は僕自身でありたい。囲碁は楽しいものと伝えていきたい」と述べた。その2日後に行われたLG杯世界棋王戦で韓国の元晟溱に勝利した際に「人類との対局はこんなにも気楽」とウェイボーで呟いたことが話題になった。
2018年1月17日、中国企業テンセントのAI「絶芸」に二子局で負け、強豪の棋士がAIにハンディキャップを負わせた試合で敗北したのは史上初として話題となった。2018年から5月時点でAIだけでなく、プロ棋士相手にも10勝10敗であるなどスランプに陥ってるとする見方もある。

### タイトル歴
国際棋戦
- 百霊愛透杯世界囲碁オープン戦 2015、19年
- 三星火災杯世界囲碁マスターズ 2015、16、18、20年
- Mlily夢百合杯世界囲碁オープン戦 2016年
- 新奥杯世界囲碁オープン戦 2017年
- 阿含・桐山杯日中決戦 2015、16年
- CCTV賀歳杯囲棋戦 2016、17年
- 利民杯世界囲碁星鋭最強戦 2017年
- IMSAエリートマインドゲームズ男子個人戦 2017年
- 鳳凰古城世界囲棋嶺鋒対決 2017年 ◯朴廷桓
- 華陽論道誰為嶺峰世界囲棋争覇戦 2018年 ◯李世乭
- 日中韓竜星戦 2019年

国内棋戦
- 阿含・桐山杯中国囲棋快棋公開戦 2014、16年
- リコー杯囲棋戦 2015年
- 威孚房開杯棋王戦 2015年
- 洛陽白雲山杯囲棋世界冠軍招待戦 2015年
- 全国運動会男子個人戦 2017年
- 嶺峰夢想フォード・エベレスト囲棋ラリー戦 2017、18年
- 竜星戦 2017、18年
- 騰訊囲棋選手権戦 2018年
- 西南王戦 2019年
- 洛陽龍門杯中国囲棋棋聖戦 2019、21年
- 倡棋杯中国プロ囲棋選手権戦 2019年
- 中国紹興（嵊州）王中王囲棋争覇戦 2020年
- 浙江平湖・当湖十局杯CCTV電視快棋戦 2021年

### 他の棋歴
国際棋戦
- 百霊愛透杯世界囲碁オープン戦 2016年準優勝
- 春蘭杯世界囲碁選手権戦 2017年3位、2018年3位、2021年ベスト4
- LG杯 2017年ベスト4 、2015年ベスト8、2019年ベスト4、2020年準優勝、2021年ベスト4、2023年ベスト4、2024–25準優勝
- 応昌期杯世界プロ囲碁選手権戦 2016年ベスト8、2020年ベスト8、2024年ベスト4
- 金立智能手机杯海峡両岸囲棋冠軍争覇戦 2015年準優勝、2016年4位
- Mlily夢百合杯世界囲碁オープン戦 2020年ベスト8
- 利民杯世界囲碁星鋭最強戦 2015年ベスト4
- 日中竜星戦 2018年 ×芝野虎丸
- ペア碁ワールドカップ/世界ペア碁最強位決定戦 優勝 2016-2017年（於之瑩とペア）
  - 2022日中親善ドリームマッチ（於之瑩とペア） ○藤沢里菜・井山裕太
- 金竜城杯世界囲碁団体選手権 2015年準優勝
- CCTV賀歳杯囲棋戦 2018、19、20年準優勝
- ワールド碁チャンピオンシップ 2019年準優勝
- 農心辛ラーメン杯世界囲碁最強戦
  - 2015-16年（17回） 1-0（◯李世乭）
  - 2017-18年（19回） 0-1（×金志錫）
  - 2019-20年（21回） 1-0（◯朴廷桓）
  - 2020-21年（22回） 0-1（×申眞諝）
  - 2021-22年（23回） 0-1（×申眞諝）
  - 2022-23年（24回） 0-1（×朴廷桓）
  - 2023-24年（25回） 0-1（×申眞諝）
  - 2024–25年（26回） 2–1（×金明訓[29]）
- IMSAエリートマインドゲームズ・世界マスターズ選手権戦 2017年男子団体戦準優勝、 2019年男子団体戦優勝
- アジア競技大会 2022年男子個人戦準優勝、男子団体戦準優勝

国内棋戦
- 中国囲棋天元戦 挑戦者 2014年
- 全国智力運動会 2015年男子個人戦準優勝、2023年男子団体戦3位
- 衢州・爛柯杯中国囲棋冠軍戦 準優勝 2016年
- 阿含・桐山杯中国囲棋快棋公開戦 準優勝 2017年
- 洛陽白雲山杯囲棋世界冠軍招待戦 準優勝 2016年
- 文投杯開封中国囲棋国手戦 2021年準優勝、2023年挑戦者
- 名人戦 2023年挑戦者
- 弘通杯国家囲棋隊勝抜戦 2013年 3-1（○江維傑、○彭立尭、○檀嘯、×柁嘉熹）
- 中国囲棋甲級リーグ戦
  - 2011年（愛慕先生）6-16
  - 2012年（浙江建設銀行）9-8
  - 2013年（古井貢酒浙江）15-6、新秀賞
  - 2014年（大連上方衡業、優勝）18-2、MVP
  - 2015年（珠海万山）16-5
  - 2016年（雲南保山永子）18-4、MVP、優秀主将賞、最多勝
  - 2017年（国旅連合廈門）15-11
  - 2018年（国旅連合廈門）17-9、優秀主将賞、人気賞
  - 2019年（国旅連合廈門）9-6、人気賞
  - 2020年（民生信用卡北京）11-4、最佳主将賞
  - 2021年（民生信用卡北京）12-3、最佳主将賞
  - 2022年（深圳龍華）7-8
  - 2023年（深圳龍華、優勝）10-5、MVP
  - 2024年（深圳龍華）

## 対局譜

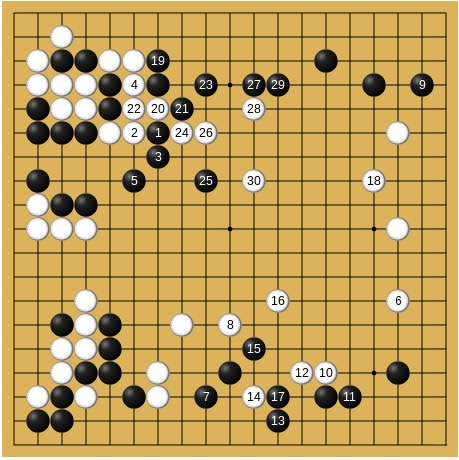
図1(53-82手)

「世界三冠達成」第2回Mlily夢百合杯世界囲碁オープン戦決勝戦第5局 李世乭-柯潔(先番)
2015年百霊杯、三星火災杯の優勝に続いて、Mlily夢百合杯でも決勝戦に進出。李世乭との決勝五番勝負は、第1局李、第2、3局柯、第4局は李が勝って2勝2敗となり、第5局は2016年1月5日に江蘇省如皋市で行われた。序盤はじっくりした布石で、左上でも先番柯潔は黒1（図1、53手目）から二子を捨てて左辺黒の安定を図る。李は右下白10から利かし、白14は黒17まで一子を犠牲にするが、白20、24の切断から30までで16の石と連動して攻勢に立った。

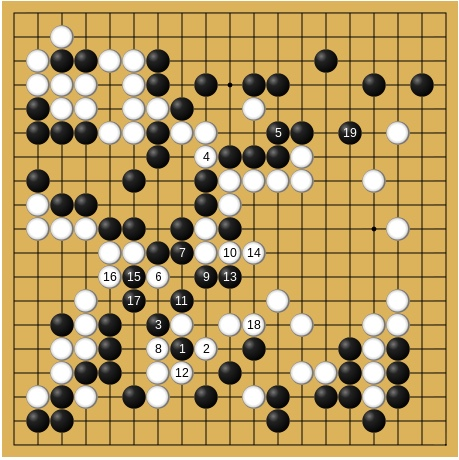
図2(113-131手)

その後は白優勢に進んだが、柯は図2黒1（113手目）から下辺白の分断を狙い、それに対して中央の利かしを狙った白4が黒5と替わって損な手で、白6の時に黒7が妙手で、黒17までつながって白18の連絡を強要して先手を得て、黒19に回って僅かに逆転した。その後黒はヨセで損をするが、最後半コウに勝って281手まで半目勝ち、3勝2敗で優勝を飾った。